# Hippotion gracilis
Hippotion gracilis is een vlinder uit de familie pijlstaarten (Sphingidae). De wetenschappelijke naam van deze soort is voor het eerst geldig gepubliceerd in 1875 door Arthur Gardiner Butler.
De soort komt voor in het Afrotropisch gebied.